# Tiger King: Großkatzen und ihre Raubtiere
Tiger King: Großkatzen und ihre Raubtiere (Originaltitel: Tiger King: Murder, Mayhem and Madness) ist eine am 20. März 2020 über Netflix weltweit veröffentlichte Dokumentarserie. Die von Rebecca Chaiklin und Eric Goode gedrehte Dokumentation handelt von dem selbsternannten „Tiger King“ Joe Exotic (eigentlich Joseph Allen Maldonado-Passage), der in den Vereinigten Staaten einen Privatzoo mit Großkatzen betrieb.

## Handlung

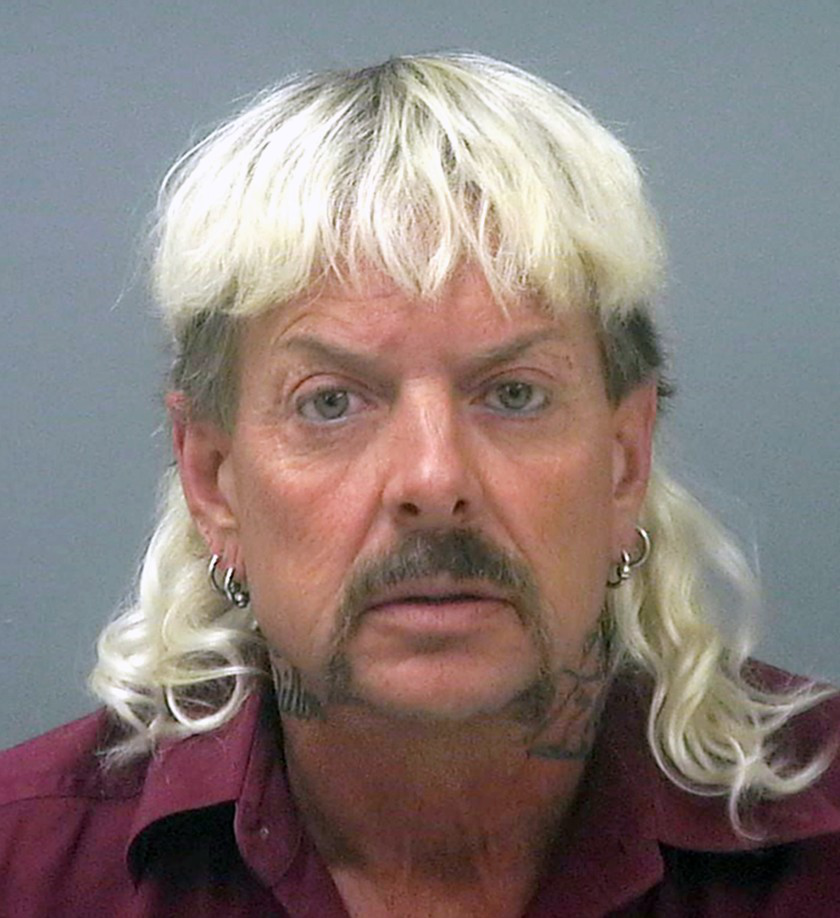
Joe Exotic

Innerhalb von sieben Folgen wird das exzentrische Leben von Joe Exotic von der Gründung des Zoos bis zu seiner Inhaftierung und Verurteilung zu 22 Jahren Haft wegen der Erteilung eines Auftragsmords und Verstößen gegen die Endangered Species Act of 1973 sowie die Lacey Act of 1900 dargestellt.
Joe Exotic gründete den Greater Wynnewood Exotic Animal Park 1999. Die Dokumentation wurde ab 2015 gedreht und zeigt die Geschichte anhand von Archivmaterial und Interviews. Dabei widmet sich der Film insbesondere dem Konflikt mit Carole Baskin, der Vorsitzenden der Non-Profit-Organisation Big Cat Rescue, die dem Protagonisten Tierquälerei unterstellte und ihre Anhänger gegen ihn mobil machte. Im Gegenzug bedrohte Joe Exotic sie mehrfach über seinen YouTube-Kanal Joe Exotic T.V. Unter anderem unterstellt er ihr, für den Tod ihres zweiten Ehemanns, des Multimillionärs Don Lewis, verantwortlich zu sein.
Jede Episode widmet sich einem eigenen Thema und springt daher gelegentlich in der Chronologie. In der letzten Folge wird das Gerichtsverfahren dokumentiert, das zu seiner Verurteilung führte. Jeff Lowe hatte zu jener Zeit bereits den Zoo von Joe übernommen, der nach einem Gerichtsstreit mit Carole Baskin zeitweilig völlig mittellos war. Joe soll Allen Glover, einem Angestellten von Lowe, Geld geboten haben, um Carole Baskin zu töten. Dieser habe jedoch Angst bekommen. Einer von Joes weiteren Partnern, der Geschäftsmann James Garretson, sagte umfangreich beim FBI aus und sorgte so aktiv für Joes Verhaftung. Die Serie endete damit, dass Joe Exotic sich im Gefängnis mit Aktivisten von PETA traf, um gegen seine Kollegen auszusagen.
Neben den beiden Protagonisten sowie Joe Exotics Geschäftspartnern kommen auch Joe Exotics Exmann John Finlay, sein derzeitiger Ehemann Dillon Passage und Carole Baskins Ehemann Howard Baskin zu Wort. Weitere Interviews wurden mit Joes Angestellten sowie Kollegen wie Bhagavan Antle und dem Filmemacher Rick Kirkham, der für Joe Exotic T.V. arbeitete und eine eigene Reality Show drehen wollte, geführt.
Die Serie wurde in den ersten vier Wochen bei Netflix von 64 Millionen Nutzerkonten aus angeschaut. Da die Serie sehr erfolgreich war, veröffentlichte Netflix eine Bonusepisode am 12. April, in der Schauspieler und Komiker Joel McHale diverse Akteure per Videotelefonat interviewt.

## Hintergrund
Die Dokumentarserie wurde über die Dauer von fünf Jahren gedreht. In dieser Zeit kam es auch zum Brand im Zoo, bei dem viel Archivmaterial, das für die Doku genutzt werden sollte, vernichtet wurde. Ursprünglich sollte vor allem das Tierleid und der Tierschmuggel dokumentiert werden, doch im Laufe des Drehs bemerkten die beiden Filmemacher Rebecca Chaiklin und Eric Goode, dass die Menschen hinter den Kulissen ebenfalls sehr interessant sind und konzipierten ihre Serie um.

## Episodenliste

### Staffel 1
| Nr. (ges.) | Nr. (St.) | Deutscher Titel           | Originaltitel             |
| --- | --------- | ------------------------- | ------------------------- |
| 1 | 1         | Kein Normalo              | Not Your Average Joe      |
| Die erste Folge gibt einen Überblick über Joe Exotics vielschichtige, extrovertierte Persönlichkeit. Des Weiteren werden Themen aus den späteren Folgen angedeutet, wie seine Versuche als Country-Sänger, eine Gouverneurswahl sowie die grundlegenden Konflikte mit Carole Baskin. Außerdem werden die Anfänge des Zoos beschrieben sowie die ersten Auftritte als eine Art Wanderzirkus. |           |                           |                           |
| 2 | 2         | Kultpersönlichkeit        | Cult of Personality       |
| In dieser Folge wird erneut auf die Gründung des Zoos eingegangen. Ein Schwerpunkt liegt neben der immer exzentrischer werdenden Persönlichkeit von Joe auch auf den Arbeitsbedingungen im Zoo. Dabei wird vor allem Bezug auf Mitarbeiter Kelci „Saff“ Saffery genommen, der bei der Arbeit einen Arm verlor, aber bereits sieben Tage später wieder arbeiten ging. Schwerpunkt dieser Folge sind auch die Beziehungen von Joe und seinen zwei Ehemännern und Bhagavan Antle mit seinen mindestens drei Freundinnen. |           |                           |                           |
| 3 | 3         | Das Geheimnis             | The Secret                |
| In dieser Folge wird vor allem Carole Baskins Rolle thematisiert. Dabei wird Bezug genommen auf ein von Joe Exotic und anderen kolportiertes Gerücht, dass sie etwas mit dem Verschwinden ihres zweiten Mannes, des Millionärs Don Lewis, zu tun gehabt habe. Auch dessen Familie glaubt an eine (Teil-)Schuld von Baskin. Die Ermittlungen führten jedoch bislang zu keinem Ergebnis. |           |                           |                           |
| 4 | 4         | Spiel mit dem Feuer       | Playing with Fire         |
| Joe versucht sich als TV-Star mit eigenem TV-Team, das die Ereignisse im Zoo mit der Kamera begleitet. Gleichzeitig wird Musik von ihm veröffentlicht. Seine Angriffe auf Carole werden immer härter. Doch plötzlich brennt das Krokodilhaus ab, es handelt sich ganz offensichtlich um Brandstiftung. Ein Täter wurde nie ermittelt. |           |                           |                           |
| 5 | 5         | Make America Exotic Again | Make America Exotic Again |
| Mit Jeff Lowe findet Joe Exotic einen neuen Investor, der seine Schulden bei Carole wegen eines verlorenen Markenrechtsstreit abfedern kann. Doch während Joe Exotic scheinbar immer weiter durchdreht und zunächst bei der Präsidentschaftswahl als unabhängiger Kandidat antritt und anschließend bei der Gouverneurswahl 2018 in Oklahoma, reißt Lowe den Zoo weitestgehend an sich. Zudem erschießt sich Joes zweiter Ehemann Travis versehentlich selbst, was Joe in ein tiefes seelisches Loch stürzen lässt. |           |                           |                           |
| 6 | 6         | Eine noble Geste          | The Noble Thing to Do     |
| James Garretson schwärzt Joe beim FBI an. Die Ermittlungen gegen Joe laufen auf Hochtouren, das bekommt auch Jeff zu spüren, der nach einer Verhaftung in Las Vegas lediglich auf Bewährung entlassen wurde und sich nun nichts mehr zuschulden kommen lassen darf. Gegen Joe wird wegen Auftragsmords ermittelt. Er soll einen Killer auf Carole angesetzt haben. Dabei handelt es sich um Allen Glover, der jedoch einen Rückzieher macht. James Garretson biedert sich beim FBI als V-Mann an und schleust einen FBI-Agenten ein. Als es zwischen Jeff und Joe zu einem Streit kommt, verlässt Joe überstürzt mit seinem dritten Ehemann und einigen Wildtieren den Zoo und versteckt sich an einem geheimen Ort. Doch das FBI verhaftet ihn. |           |                           |                           |
| 7 | 7         | Entthront                 | Dethroned                 |
| Die letzte Folge beschreibt das Gerichtsverfahren und die Zweifel der Medien an Joes Alleinschuld. Mehrere ehemalige Freunde und Angestellte sagen gegen ihn aus und schlussendlich wird er zu 22 Jahren Haft verurteilt. Währenddessen scheitern Jeffs Umzugspläne, der sich von Joe Exotics schlechter Publicity befreien wollte, indem er einen Neustart anstrebte. Am Ende sagt Joe aus Rache bei PETA gegen seine ehemaligen Freunde und Geschäftspartner aus. |           |                           |                           |
| 8 | 8         | Der Tigerkönig und ich    | The Tiger King and I      |
| Joel McHale spricht mit Beteiligten über die Serie. |           |                           |                           |
| Die ersten 7 Episoden wurden am 20. März 2020 weltweit auf Netflix veröffentlicht, die achte am 12. April. |           |                           |                           |

### Staffel 2
| Nr. (ges.) | Nr. (St.) | Deutscher Titel     | Originaltitel      |
| --- | --------- | ------------------- | ------------------ |
| 9 | 1         | Bitte um Verzeihung | Beg Your Pardon    |
| Joe Exotic sitzt wegen verschiedener Vergehen weiterhin in Haft. Seine Anhänger versuchen bei Donald Trump eine Begnadigung zu erreichen. Währenddessen versuchen andere im Fahrwasser von Joe mitzuschwimmen. |           |                     |                    |
| 10 | 2         | Caroles Tagebücher  | The Carole Diaries |
| 11 | 3         | Kopfgeldjagd        | Bounty Hunting     |
| 12 | 4         | Der König der Lügen | The Lyin’ King     |
| 13 | 5         | Irrsinn             | Stark Raving Mad   |
| Die fünf Episoden der 2. Staffel wurden am 17. November 2021 weltweit auf Netflix veröffentlicht |           |                     |                    |

### Staffel 3 (The Doc Antle Story)
| Nr. (ges.) | Nr. (St.) | Deutscher Titel              | Originaltitel        |
| --- | --------- | ---------------------------- | -------------------- |
| 14 | 1         | Is’ was, Doc?                | What’s Up Doc        |
| Die erste Episode behandelt Bhagavan Antles Anfänge bei Satchidanandas Yogaville und als Zauberer. Besonders wird dabei der Fokus auf sein Liebesleben und die Art, wie er Frauen manipuliert und sich gefügig macht. Dabei kommen einige seiner früheren Lebensgefährtinnen zur Sprache. |           |                              |                      |
| 15 | 2         | Gesprengte Ketten            | The Great Escape     |
| Rhada Hirsch, eine von seinen Ex-Frauen, erzählt davon, wie sie im Alter von 14 Jahren zu ihm kam und auch die Flucht von ihm. |           |                              |                      |
| 16 | 3         | Bhagavan ist nicht zu trauen | Don’t Trust Bhagavan |
| Die letzte Episode beschreibt einen mutmaßlichen Drogenhandel, den Antle in den 1980ern aufgebaut haben soll. Außerdem steht der Tod seines Mitarbeiters Mike Topping im Fokus, der unter mysteriösen Umständen ums Leben kam.                                                            |           |                              |                      |
| Die drei Episoden der 3. Staffel wurden am 12. Dezember 2021 weltweit auf Netflix veröffentlicht |           |                              |                      |

## Reaktion der Beteiligten
Carole Baskin sprach davon, dass ihr die Filmemacher eine Art Blackfish versprochen hätten und zeigte sich negativ überrascht von der Ausrichtung der Dokumentarserie, insbesondere da in Folge 3 das Verschwinden ihres Ehemanns relativ unkommentiert lediglich von ihren Feinden erzählt worden sei und so der Eindruck erweckt worden sei, dass sie ihren Ehemann tatsächlich ermordet habe. Sie erhielt auch einige Drohungen und schilderte in einem langen Post auf ihrer Website ihre Sicht. Zudem störten sie weitere Ungenauigkeiten ihren Wildpark und die Glorifizierung von Joe Exotic betreffend.
Auch Bhagavan „Doc“ Antle kritisierte die Darstellung seiner Person in der Dokumentation. So habe er eigentlich seine Bemühungen für eine Ranger-Station in Sumatra der Öffentlichkeit zeigen wollen, stattdessen sei der Fokus der beiden Regisseure nur auf sein Privatleben gelegt worden. Seine Äußerungen seien zudem aus dem Zusammenhang gerissen worden. Barbara Fisher, eine ehemalige Angestellte von Antle, die ebenfalls in der Doku auftritt, äußerte hingegen, die Darstellung von Antle sei realitätsnah. Sie sei froh, dass die Welt das nun sehen und etwas für eine bessere Behandlung der Tiere getan werden könne, auch wenn sie selbst Antle seinerzeit im Guten verlassen habe.

## Rezeption
Die Serie wurde zum Internetphänomen. Dabei spielt auch die große Anzahl absurder Szenen eine Rolle, die für das Publikum im deutschsprachigen Raum an vielen Stellen unglaubwürdig erscheinen.
Mandoline Rutkowski von Die Welt urteilte: „Die Serie hat Suchtfaktor, hinterfragt das Gezeigte jedoch nicht. Auch die fragwürdige Haltung der Tiere in den Zoos tritt immer mehr in den Hintergrund, wenn sich die menschlichen Abgründe der Auseinandersetzung zwischen Schreibvogel und Baskin offenbaren.“ Andrea Diener von der FAZ war auf Grund der Umkonzeption der Serie zunächst etwas enttäuscht. „Wenn man aber weiß, dass man keine Tierdoku schaut, sondern eher eine kulturanthropologische Annäherung an ein sehr seltsames Milieu, dann ist das sehr großes Fernsehen. Und dass es für Tigerbabys nicht artgerecht zugeht, wenn sie in Rollkoffern durch Hotels in Las Vegas gezerrt werden, um dort gegen Bezahlung mit allerlei Promivolk zu kuscheln – ja, Himmel, auch das gibt es, man weiß wirklich nicht, wo man anfangen und wo man aufhören soll – das kann sich der mündige Zuschauer dann auch allein erschließen.“
Anja Rützel vom Spiegel rezensierte die Doku-Serie ebenfalls positiv: „Großkatzen und ihre Raubtiere entwickelt sich rasch zu einer dunkelsoziologischen Lektion über Besessenheit und Manipulationslust, über fünf Jahre hinweg recherchiert und gedreht, erzählt in fast lakonischem Ton, als hätten die beiden Regisseure Eric Goode und Rebecca Chaiklin irgendwann akzeptiert, dass die Geschichte, die sie erzählen, einfach immer noch wahnsinniger werden muss.“
Kritisch äußert sich dagegen Dorian Hannig auf Makroskop über die Macher der Serie. So sei es ihnen zwar gelungen, „das eindrucksvolle Zustandsbild einer sozialen Dynamik einzufangen, in der bald Keinem und Niemandem mehr zu trauen ist“, da alle Figuren „auf ihre kuriose und exzentrische Art und Weise das Dogma opportunistischer Kalküle tief und fest verinnerlicht haben.“ Durch die aus Hannigs Sicht suggestive Vorverurteilung Carol Baskins würden sich die Medienschaffenden dann aber am Ende selbst „an den gleichen opportunistischen Kalkülen orientieren, die sie an ihren portraitierten Persönlichkeiten dokumentieren.“

### Zuschauerzahlen
Tiger King wurde in den ersten vier Wochen nach Erscheinen von 64 Millionen Haushalten für mindestens zwei Minuten gestreamt. Damit ist die Produktion die zweiterfolgreichste Serie auf Netflix im Jahr 2020.